# Palazzo Primoli
Palazzo Primoli è un palazzo di Roma situato in via Zanardelli 1, sede della Fondazione Primoli e del Museo napoleonico di Roma; nelle sue sale ospita anche molti altri musei e collezioni. Dal 1927 è di proprietà dell'omonima Fondazione e del Comune di Roma.

## Storia e utilizzo
Il palazzo è stato costruito nel XVI secolo. Nel 1500 circa, l'edificio apparteneva all'antica famiglia romana dei Gottifredi; intorno al 1600 passò agli eredi Bruto e Francesco Gottifredi e un secolo più tardi alla famiglia Filonardi. Nel 1820 il primo piano fu acquistato dal conte Luigi Primoli; qualche anno più tardi, acquisita la proprietà dell'intero palazzo, vi si trasferì con la famiglia. Il figlio Pietro, però, si trasferì a Parigi nel 1853 con la moglie Charlotte (Honorine Joséphine Pauline) Bonaparte e i tre figli Giuseppe, Luigi e Napoleone, per poi fare ritorno a Roma nel 1870.

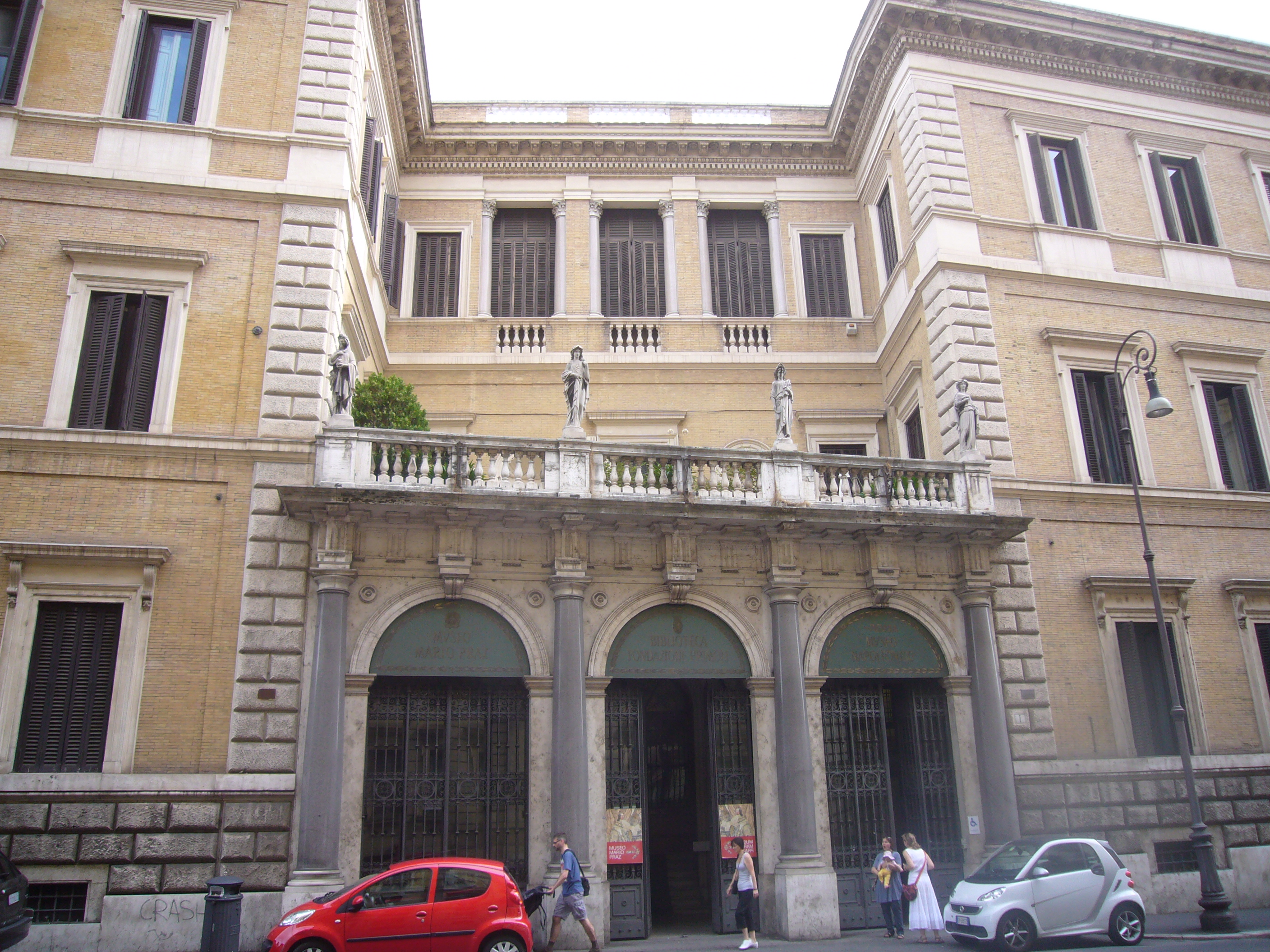

Nel 1901, il conte Giuseppe Primoli (1851-1927) divenne l'unico proprietario del palazzo, il quale era divenuto uno dei più importanti salotti mondano-culturali di Roma. Egli lo ampliò acquistando le due proprietà adiacenti e in parte lo modernizzò con una nuova facciata e un nuovo ingresso per adeguarlo all'apertura di via Zanardelli, nata con i contemporanei lavori sul Tevere, e la costruzione di Ponte Umberto I. Di questa ristrutturazione, che si protrasse dal 1904 al 1911, fu incaricato l'architetto romano Raffaello Ojetti, padre del più noto Ugo Ojetti. Merito di questi lavori e, soprattutto, dell'abilità dell'architetto è l'aspetto signorile e l'uniformità estetica delle varie proprietà che si univano e si fondevano in un unico complesso architettonico di grande pregio in stile cinquecentesco.
Nel 1909, la marchesa Chigi-Zondadari chiede al pittore Arturo Viligiardi una tela con La Flora, come decoro del soffitto di una sala del palazzo.
Giuseppe Primoli (1851-1927) era figlio di Charlotte (Honorine Joséphine Pauline) Bonaparte (1832-1901) e discendente dunque della famiglia Bonaparte. Charlotte Bonaparte era, infatti, figlia di Carlo Luciano Bonaparte, principe di Canino (1803-1857), e di Zénaïde Bonaparte (1801-1854), tra loro cugini in quanto figli di due dei fratelli di Napoleone I, rispettivamente Luciano Bonaparte (1775-1840) e Giuseppe Bonaparte (1768-1844). Aveva sposato nel 1848 Pietro Primoli, conte di Foglia (1820-1883). Per questo motivo, il conte ha riunito una collezione di oggetti napoleonici ora divenuti Museo napoleonico di Roma, documentando il rapporto tra Roma e la famiglia Bonaparte. Era anche un appassionato fotografo, pertanto nel palazzo è presente anche una pregiata collezione fotografica. Nel 1927, alla morte del conte, con una donazione testamentaria, la proprietà del palazzo e delle collezioni presenti passò al Comune di Roma.

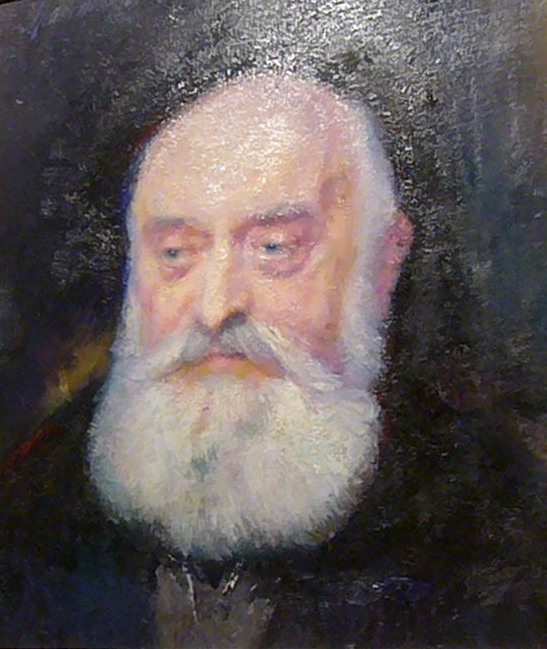
Il conte Giuseppe Primoli in un ritratto di Armando Spadini del 1917, oggi esposto al Museo napoleonico di Roma

Il Museo napoleonico si trova al piano terra del palazzo, mentre il terzo piano è occupato dal Museo Mario Praz, ex residenza di Mario Praz. Nel palazzo si trova anche la Fondazione Primoli con la biblioteca e l'archivio fotografico del conte.

## Il palazzo nei media
Il palazzo è stato utilizzato molte volte come set di film cinematografici e televisivi. Tra questi citiamo:
- Spogliamoci così, senza pudor..., regia di Sergio Martino (1976)[6]
- Dottor Jekyll e gentile signora, regia di Steno (1979)[7]
- Sono fotogenico, regia di Dino Risi (1980)[8]